# أبدارلار
أبدارلار (بالفارسية: آبدارلار) هي منطقة سكنية تقع في قسم تشاراويماق الجنوبي الغربي الريفي في إيران. يقدر عدد سكانها بـ 73 نسمة .